# George Mackay Brown
George Mackay Brown OBE (* 17. Oktober 1921 in Stromness, Orkney; † 13. April 1996 in Kirkwall, Orkney) war ein auf Orkney lebender schottischer Dichter und Schriftsteller. Er schrieb Gedichte, Dramen, Romane, Kurzgeschichten, Essays, Kindergeschichten, Hörspiele und Märchen. Ein Teil seines über 80 Titel umfassenden Werks liegt in deutscher Übersetzung vor.

## Leben
George Mackay Brown, jüngstes von sechs Kindern des Postbeamten John Brown und seiner Frau Mary Jane Mackay Brown, wohnte und lebte in Stromness und verließ die Inseln selten und jeweils nur für kurze Reisen, die ihn kaum über die Grenzen Großbritanniens hinaus führten. Zehn Jahre lang litt er an einer schweren Tuberkuloseerkrankung und konnte deshalb keinem regulären Beruf nachgehen. Erst mit 34 Jahren konnte er in Newbattle Abbey bei Edinburgh ein Studium der Anglistik beginnen. Viele seiner Texte wurden von dem Komponisten Peter Maxwell Davies vertont, dessen musikalischen Stil die enge Zusammenarbeit mit dem Dichter nachhaltig beeinflusste.  Obwohl er schon früh zu schreiben begann, wurde er erst im Alter von 60 Jahren der breiten Öffentlichkeit bekannt. Brown, Mitglied des Poets’ Pub, eines Zirkels der schreibenden und dichtenden Avantgarde Schottlands aus den 1940er/1950er Jahren, gilt mit seinem poetischen Werk als einer der führenden Dichter des 20. Jahrhunderts in Schottland. 1994 war sein Roman Beside the Ocean of Time/Taugenichts und DichterTraum auf der Shortlist des Booker Prize und erhielt den Preis Saltire Book of the Year dafür.

## Werke (Auszug)
- Beside the Ocean of Time/Taugenichts und DichterTraum, Roman 1994
- Vinland/Weinland, Roman 1993
- Six Lives of Fankle the Cat, Kindergeschichten 1980
- For the Islands I Sing/Der Sänger der Insel, Autobiografie 2000
- Travellers, Gedichte 2001

## Auszeichnungen
- Katherine Mansfield Prize
- Order of the British Empire 1974
- James Tait Black Memorial Prize 1987
- Shortlist Booker Prize 1994 für Beside the Ocean of Time/Taugenichts und DichterTraum
- Saltire Book of the Year 1994 für Beside the Ocean of Time/Taugenichts und DichterTraum